# نصوص الإعدام

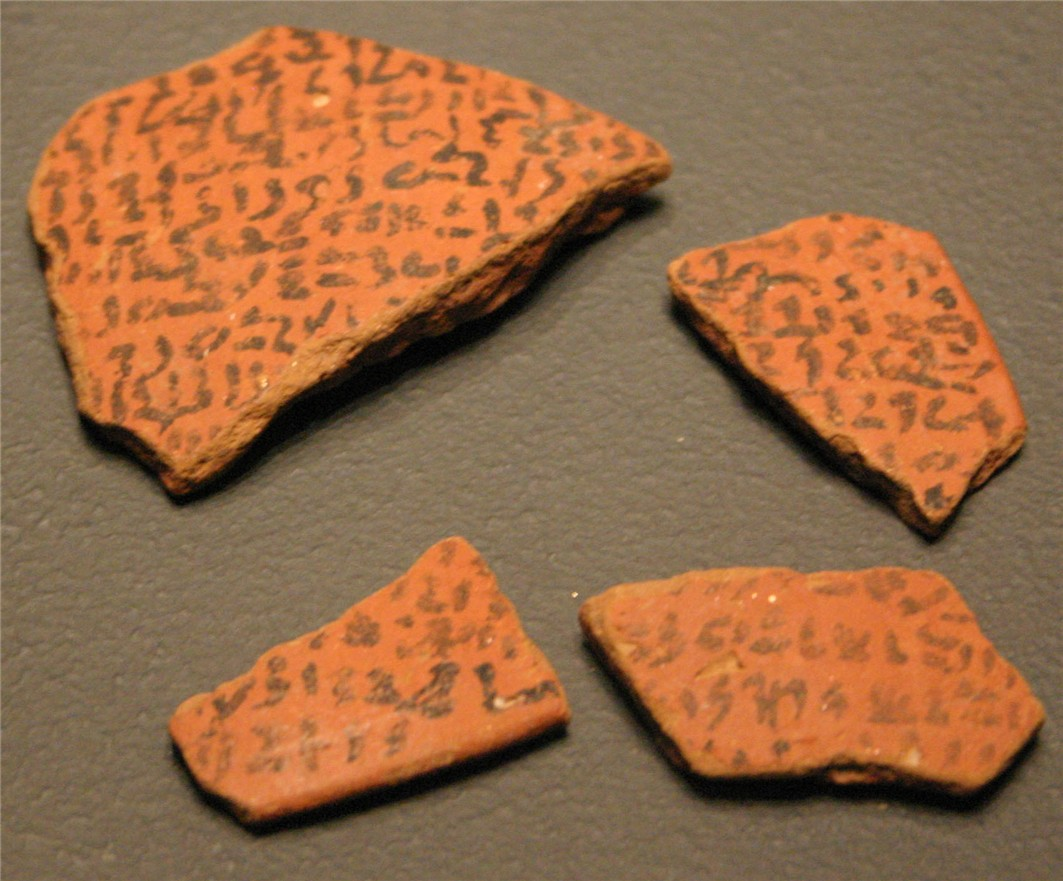
شظايا نصوص الإعدام

نصوص الإعدام، التي يشار إليها أيضًا باسم قوائم المحظورات، هي نصوص هيراطيقية مصرية قديمة، تُدرج أعداء الملك المصري، وهم في الغالب أعداء الدولة المصرية أو جيران أجانب مزعجون. غالبًا ما كانت النصوص مكتوبة على تماثيل صغيرة لأجانب أو أوعية أو كتل من الطين أو الحجر، والتي تم تدميرها لاحقًا. كان القصد من العملية الاحتفالية المتمثلة في كسر الأسماء ودفنها أن تكون نوعًا من السحر التعاطفي الذي قد يؤثر على الأشخاص أو الكيانات المذكورة في النصوص. كانت الشظايا توضع عادة بالقرب من المقابر أو مواقع الطقوس. كانت هذه الممارسة أكثر شيوعًا في أوقات الصراع مع الجيران الآسيويين لمصر.كور (النوبة)

## الفترات التاريخية لنصوص الإعدام
تم توثيق نصوص الإعدام من أواخر المملكة المصرية القديمة (حوالي 2686 - 2160 قبل الميلاد) حتى الإمبراطورية المصرية (حوالي 1550-1069).
تعود أقدم نصوص الإعدام إلى الأسرة المصرية السادسة (القرنين 24 و 22 قبل الميلاد) خلال المملكة المصرية القديمة. وهي عبارة عن تماثيل صغيرة مصنوعة من الطين غير المشبع ومصممة على شكل أجانب مجلَدة مع تسميات مكتوبة على صدورهم، وأحيانًا بالحبر الأحمر. تم استخراج أكثر من 400 من هذه التماثيل من مقبرة الجيزة، في حين تم اكتشاف عدد قليل من التماثيل الأخرى في مستعمرات الفنتين وبلاط.
في المملكة المصرية الوسطى (حوالي 2055–1650)، استمر المصريون في استخدام التماثيل كنصوص إعدام. على سبيل المثال، تم التنقيب عن مجموعة من التماثيل الكبيرة والصغيرة التي تعود إلى نهاية الأسرة المصرية الثانية عشرة في مقبرة سقارة. بدأ المصريون في المملكة المصرية الوسطى أيضًا في استخدام الأواني الفخارية في نصوص الإعدام، وهو ما يتضح من خلال التنقيب عن أكثر من 175 وعاءً خارج القلعة المصرية في ميرجيسا في النوبة السفلى. هذه الأواني، التي يعود تاريخها إلى منتصف الأسرة الثانية عشرة، نقشت بنصوص إعدام طويلة ويبدو أنها قد تم كسرها عمداً، على الأرجح كجزء من طقوس الإعدام.
تم العثور على أمثلة قليلة فقط لنصوص الإعدام التي يرجع تاريخها إلى الفترة الانتقالية الثانية (حوالي 1700-1550) والإمبرطورية المصرية (حوالي 1550-1069).

## المواقع التي تم العثور فيها على نصوص إعدام

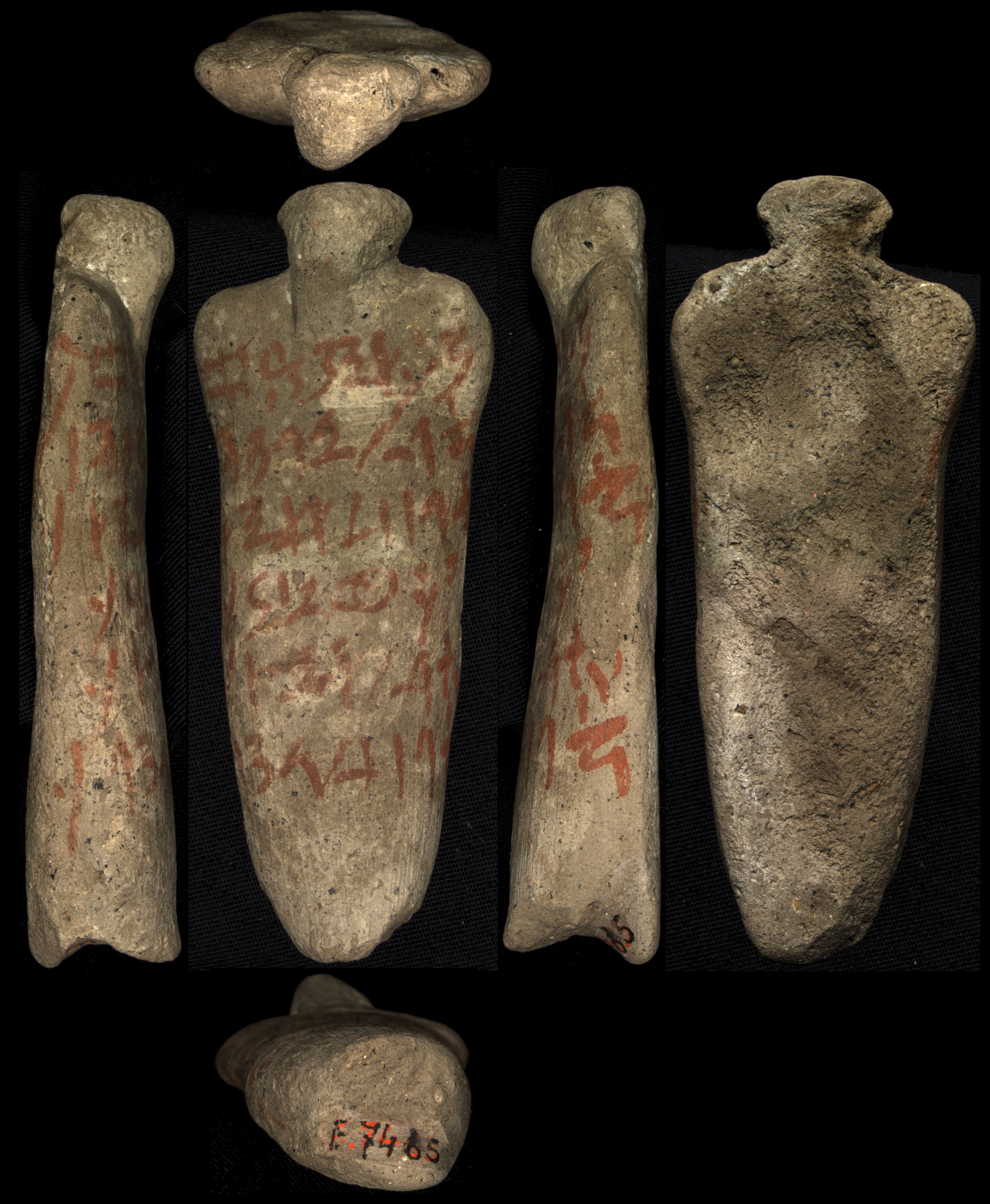
تماثيل الإعدام من مجموعة بروكسل (المتاحف الملكية للفنون والتاريخ)

تم العثور على أكثر من 1000 نصوص إعدام، مع مواقع في سمنة، وأورونارتي، وميرغيسا، وإلفنتين، وطيبة، وبلاط، وأبيدوس، وحلوان، وسقارة، والجيزة. نظرًا لأن جرار الإعدام والتماثيل والمزهريات والتماثيل قد دمرت تقريبًا أثناء الطقوس، يتعين على علماء الآثار إعادة تجميع كل القطع التي يجدونها من حفر الإعدام معًا للتعرف على الطقوس. تم العثور على أربعة نصوص في الجيزة، والتي تحتوي على تماثيل صغيرة معبأة في أواني فخارية.
في قلعة ميرجيسا في عصر الدولة الوسطى، تضمنت بقايا الإعدام 200 مزهريات حمراء منقوشة، وأكثر من 400 مزهريات حمراء غير منقوشة، وما يقرب من 350 تمثالًا من الطين، وأربعة أشكال من الحجر الجيري، وآثار صغيرة من شمع العسل مصبوغة باللون الأحمر - ربما بقايا تماثيل ذائبة، وإنسان واحد - الذي قُطع رأسه طقوسًا. تم العثور على أدلة أخرى على ضحايا التضحية البشرية والإعدام، وكذلك التضحية بالحيوانات في أفاريس، ربما من الأسرة الثامنة عشر. تم العثور على حفرتي إعدام: واحدة تحتوي على جماجم وأصابع بينما الأخرى بها هيكلان عظميان كاملان من الذكور.
نشر جورج بوسنر النتائج التي توصل إليها من سقارة في عام 1940، والتي أصبحت تُعرف فيما بعد باسم نصوص بروكسل. تشير التماثيل هناك إلى أكثر من 60 مدينة وشعبًا وقبيلة معادية.

## طقوس الإعدام

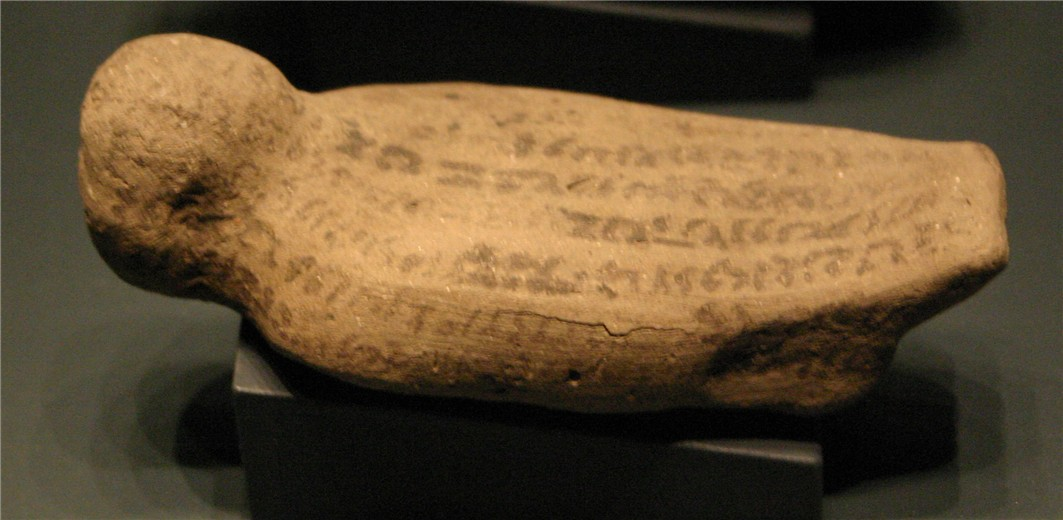
شخصية إعدام، بروكسل

كانت طقوس الإعدام هي العملية التي يمكن من خلالها إحباط أو القضاء على أعدائه. عادة ما يتم ربط الأشياء الطقسية (عادة تمثال صغير، ولكن في بعض الأحيان يتم ممارسة التضحية البشرية)، ثم يتم تحطيم الشيء، أو الدوس عليه، أو الطعن، أو القطع، أو الرمح، أو البصق، أو الإغلاق في صندوق، أو حرقه، أو تشبعه في البول، ودفن أخيرًا. لكن لم يشمل كل إعدام جميع المكونات السابقة. يمكن لطقوس كاملة استخدام أي من هذه الإجراءات عدة مرات مع العديد من الشخصيات. أعطت إحدى الطقوس المسجلة تعليمات «بالبصق عليه أربع مرات... تدوس عليه بالقدم اليسرى... اضربه بحربة... ذبحه بسكين... ضعه على النار... عليه في النار عدة مرات»

## الأماكن المذكورة
لطالما كان وجود أسماء أجنبية للمدن والقبائل مصدرًا للباحثين لمعرفة المزيد عن تواريخ وتأثير هذه المواقع. تحتوي أول مجموعتين من نصوص الإعدام المنشورة، نصوص برلين وبروكسل، على العديد من الإشارات إلى المدن الكنعانية والفينيقية. يعود تاريخ نصوص برلين وبروكسل إلى نهاية القرن العشرين قبل الميلاد تقريبًا وحتى منتصف القرن الثامن عشر قبل الميلاد. من وجهة نظر أثرية، تتراوح نصوص الإعدام هذه من MB I إلى MB IIB. لم يتم العثور على بقايا أثرية من هذه الفترة في جميع المواقع المذكورة في نصوص الإعدام المصرية.
الأماكن المذكورة في نصوص الإعدام التي يوجد لها بقايا أثرية كبيرة من MB IIA:
- أفيك
- فدان
- لايش (مدينة دان التوراتية)
- عسقلان

الأماكن المذكورة في نصوص الإعدام التي تحتوي على بقايا أثرية قليلة أو معدومة من MB IIA:
- شكيم
- بيت المقدس
- رحوف
- بيهيل
- حاصور
- أكشاف

ربما تم ذكر موقع بيسان أيضًا في هذه المجموعات من نصوص الإعدام، لكن هذا الموقع لم يتم تحديده على وجه اليقين. تم ذكر جبيل على أنه اسم قبيلة في نصوص الإعدام، ولكن ليس كموقع.
يدعي معظم العلماء أن سو تو المذكورة في نصوص التنفيذ والنصوص المصرية الأخرى قد تشير إلى أرض وشعب موآب بسبب النص في العدد 24:17 الذي يشير إلى «أبناء شيث» على أنهم موآبيون. ومع ذلك، من الممكن أيضًا أن يشير مصطلح سو تو إلى جميع الأشخاص الذين يعيشون في شرق فلسطين، وهي منطقة تتراوح من وادي الحسا إلى نهر الزرقاء، بدلاً من الإشارة حصريًا إلى موآب.
كما ورد ذكر مملكة كوش في النوبة في نصوص الإعدام.

## بحث
تعتبر نصوص الإعدام مصدرًا مهمًا للباحثين في مجال تاريخ الشرق الأدنى القديم في القرنين العشرين والثامن عشر قبل الميلاد ودراسات الكتاب المقدس. تم نشر المجموعة الأولى من نصوص الإعدام بواسطة كورت زيته في عام 1926، والمعروفة باسم نصوص برلين. نشر جورج بوسينر مجموعة ثانية من النصوص في عام 1957، عُرفت باسم نصوص بروكسل.
المجموعة الأولى منقوشة على شقف من الفخار، وتحتوي على أسماء ما يقرب من 20 مكانًا في كنعان وفينيقيا، وأكثر من 30 من حكام تلك الفترة. تحتوي هذه النصوص على ما يُحتمل أن يكون أول ذكر معروف للقدس، منذ بداية الألفية الثانية قبل الميلاد، ونهاية الأسرة الحادية عشرة إلى الأسرة الثانية عشرة.
المجموعة الثانية من النصوص منقوشة على تماثيل سجناء مقيدين تم اكتشافها في سقارة. تحتوي هذه المجموعة على أسماء 64 مكانًا، وعادةً ما يتم سرد واحد أو اثنين من المسطرة. تم إدراج سبع دول آسيوية معروفة. تم تأريخ هذه المجموعة إلى نهاية الأسرة الثانية عشرة.
مجموعة إضافية من النصوص، نصوص ميرجيسا، نشرها إيفان كونيغ في عام 1990.

## تفسير تاريخي
لقد تم ترسيخ تفسير المؤرخين لمعنى نصوص الإعدام بفضل الوثائق التي توضح بالتفصيل طقوس إنشاء النصوص والطريقة التي سيتم بها تدميرها من أجل استدعاء شكل من أشكال السحر لحماية مصر والملك المصري، في الحالات السابقة، وخاصة في العصر البطلمي، بدأوا في استخدامهم من قبل المزيد والمزيد من المصريين لاستخدامهم الشخصي.
نظرًا لوجود العديد من نصوص الإعدام المبكرة على الفخار، يعتقد بعض المؤرخين أن طقوس تحطيم شخصيات الإعدام نشأت من تحطيم الأواني الفخارية المستخدمة في الاستعدادات الجنائزية لمنع استخدامها لأغراض أخرى والتخلي عن أي قوة سحرية قد قد أقاموا في الإناء بعد أن استخدموا في الغسل الجنائزي.

## ما وراء الحدود المصرية
تتناول نصوص الإعدام الملوك والمدن الذين شعر المصريون بالتهديد منهم؛ ومنهم من عاش في الأراضي الكنعانية والسورية. نصوص الإعدام، بما في ذلك مجموعات برلين وبروكسل وميرجيسا، تحتوي على شتائم تستهدف أكثر من 100 ملك وقرية سورية فلسطينية.
تم ذكر ملوك النوبيين مثل سيجيرسينتي في نصوص الإعدام، بالإضافة إلى أكثر من 200 من ملوك النوبيين الآخرين.
روابط الكتاب المقدس بنصوص الإعدام: المصادر المصرية مهمة عند الرغبة في فهم تاريخ كنعان. تم إحياء علاقتهم مع الملوك المصريين من خلال بعض نصوص الإعدام. تشير بعض نصوص الإعدام إلى الأشخاص الذين يعيشون على جانبي نهر الأردن باسم سو تو. يقيم العلماء علاقة مع سو تو و «أبناء شيث» أو «بني ست»، المشار إليهم في سفر العدد 24:17 من الكتاب المقدس:
«سأراه، ولكن ليس الآن: سأراه، ولكن ليس قريبًا: سيأتي نجم من يعقوب، ويصعد صولجان من إسرائيل، ويضرب زوايا موآب، ويهلك جميع أطفال شيث».
من المقبول على نطاق واسع أن «أبناء شيث» هم أولئك الذين سكنوا موآب، أو الموآبيين، على حدود أراضي العبرانيين.
بنتزن في الخمسينيات قدم أطروحته القائلة بأن الفصلين الأول والثاني من سفر عاموس في العهد القديم «تم تصميمهما على غرار أنماط طقوسية تشبه الطقوس التي كانت وراء نصوص الإعدام المصرية». أخذ الكثيرون هذه النظرية وفسروها خطأ بالقول إن هناك أدلة على تأثر كلام عاموس بنصوص الإعدام المصرية. يصرح بنتزن ببساطة أن تأثيرات خطاب عاموس تشبه (لا تتأثر) نصوص الإعدام المصرية. إنهم متشابهون، لكن لا يوجد اتصال. تشترك كتب أخرى في الكتاب المقدس في هذا التشابه؛ دانيال ١١: ٤١؛ اشعياء ١١: ١٤؛ ارميا 48-49؛ صفنيا 2: 8-9؛ حزقيال 25: 1-14 ونحميا 13: 1-2: 23.